# Betina Jozami
Betina Jozami (Paraná, 8 settembre 1988) è un'ex tennista argentina.

## Carriera
Tennista specializzata nel doppio ha ottenuto in questa disciplina i risultati migliori, durante i giochi panamericani di Rio 2007 ha conquistato l'oro in coppia con Jorgelina Cravero e insieme alla connazionale ha superato le qualificazioni per il torneo di Wimbledon 2008. È scesa in campo alle Olimpiadi di Pechino 2008, in questa occasione insieme a Gisela Dulko dove sono state sconfitte dalle russe Elena Vesnina e Vera Zvonarëva.
Ha fatto parte della squadra argentina di Fed Cup dal 2007 al 2009 ottenendo tre vittorie e quattro sconfitte.